# Зенсбург, Патрик
Патрик Эрнст Херманн Сенсбург (родился 25 июня 1971 года) — немецкий юрист и политик Христианско-демократического союза (ХДС).
До прихода в политику Сенсбург работал профессором публичного права и европейского права. Он является членом парламента Германии с 2009 года, представляя избирательный округ Hochsauerlandkreis в Северном Рейне-Вестфалии. После окончания военной службы Сенсбург стал подполковником запаса в 2014 году. С 2019 года Sensburg является президентом Ассоциации резервистов Deutsche Bundeswehr.

## Биография
Сенсбург родился в Падерборне. Он изучал юриспруденцию и политологию и закончил свой первый государственный юридический экзамен и степень магистра политических наук в 1997 году. В 1999 году он закончил второй государственный экзамен по праву. Он был научным сотрудником в университете Хагена, где защитил докторскую диссертацию.
С 2000 по 2006 год Сенсбург практиковал в качестве юриста, специализируясь на муниципальном праве и местном налоговом праве. С тех пор он читает лекции в Школе права Хагена по подготовке сертифицированных специалистов в области административного права. С 2006 по 2008 год он был профессором Федерального университета прикладных административных наук в отделе Федеральной уголовной полиции; входил в состав сената университета. С 2008 года он является профессором публичного права и европейского права в Университете прикладных наук государственного управления и управления Северный Рейн-Вестфалия в Мюнстере. Кроме того, он с 2009 по 2012 год читал лекции по Европейскому праву в Рижской международной школе экономики и делового администрирования (RISEBA). С 2018 года Патрик Сенсбург является приглашенным профессором в Венском университете а также в Бухарестском университете экономических исследований (ASE).

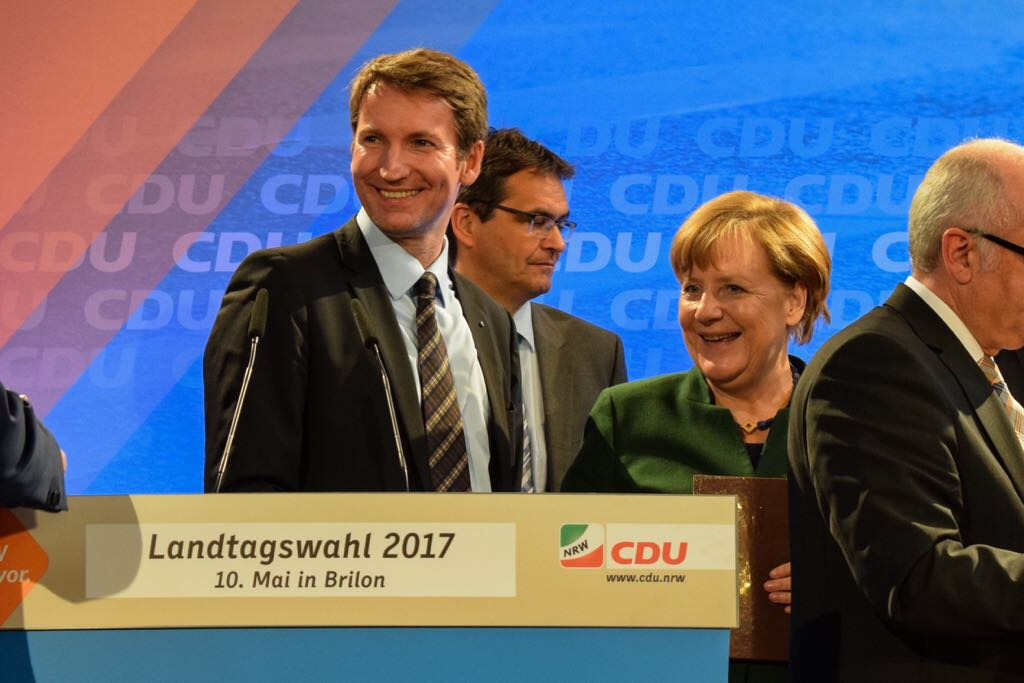
Патрик Сенсбург с Ангелой Меркель

Сенсбург является членом ХДС с 1989 года. С 2004 по 2009 год он был заместителем мэра города Брилон и председателем группы в городском совете Брилона.
После выборов 2009 года Сенсбург был членом парламента Германии. Сначала он работал в Комитете по правовым вопросам и, в качестве альтернативного члена, в Комитете по внутренним делам. С 2009 по 2017 год он возглавлял Подкомитет по европейскому праву. 10 апреля 2014 года он был избран председателем парламентской следственной комиссии по АНБ на срок 2013—2017 годов.
С 2018 года Сенсбург возглавляет Комитет по контролю за выборами, иммунитетом и Правилами процедуры. Кроме того, он является членом группы парламентского надзора (PKGr), которая обеспечивает парламентский надзор за разведывательными службами Германии BND, BfV и MAD, а также Советом старейшин.

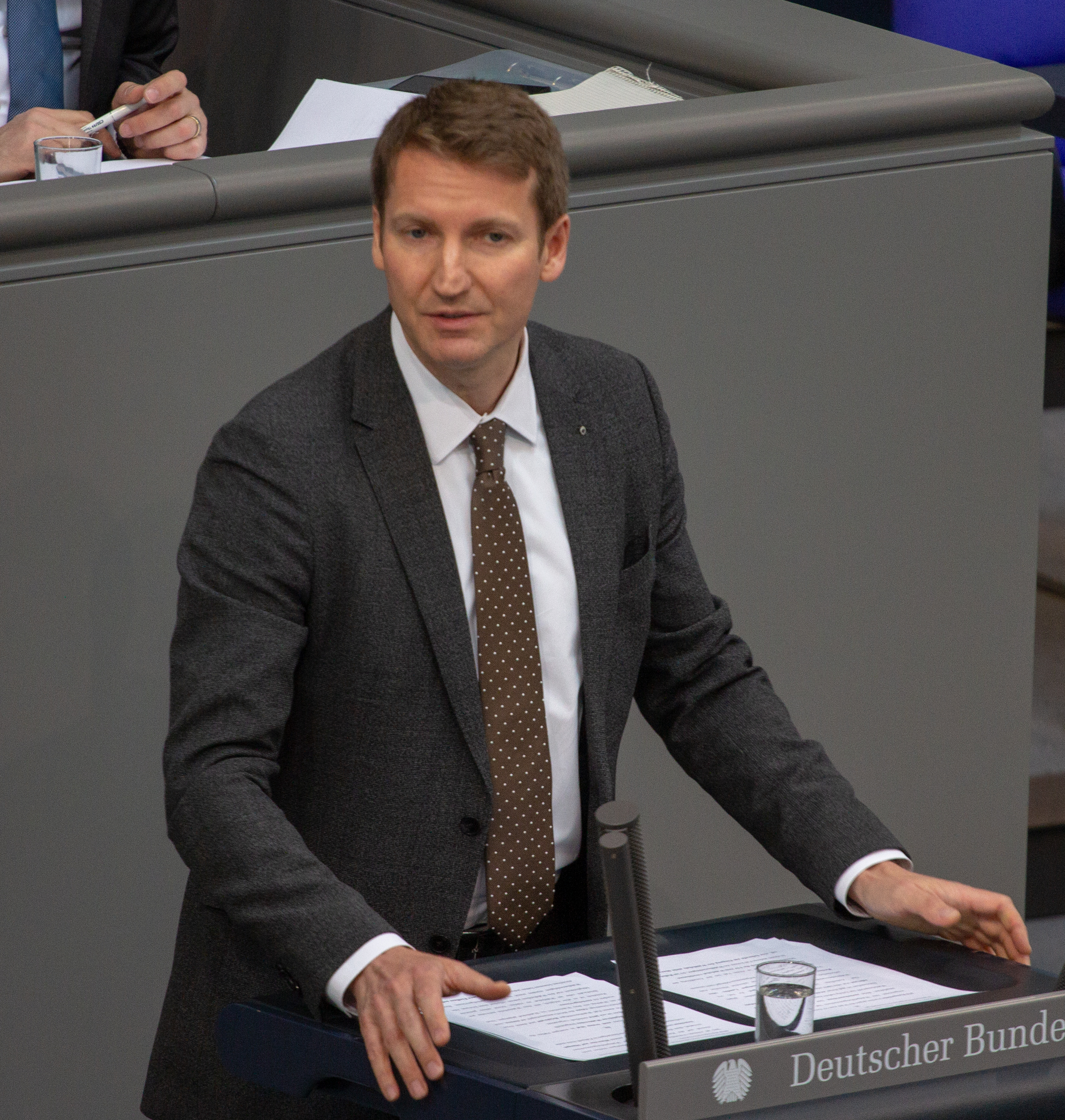
Патрик Сенсбург, 2019

В июне 2017 года Sensburg проголосовал против введения в Германии однополых браков. Впереди христианские демократы выборов руководства в 2018 году, он публично поддержал Friedrich Merz, чтобы добиться успеха Ангела Меркель в качестве председателя партии.
В августе 2014 года Сенсбург поддержал решение о развертывании бундесвера в Ираке против ИГИЛ. Кроме того, Сенсбург указал на ответственность Германии перед людьми в лагерях беженцев: «Защита населения от злодеяний ополченцев ИГИЛ является нашей гуманитарной обязанностью и в наших собственных интересах».
Будучи председателем комиссии по расследованию АНБ, Сенсбург представил 28 июня 2017 года окончательный отчет президенту Бундестага Норберту Ламмерту на более чем 1800 страницах, в котором говорилось: «В оценке было много консенсуса, но также и других мнений»., Окончательный отчет был впоследствии обсужден в немецком бундестаге. Стало очевидно, что коалиция и оппозиция определили результаты по-разному. Сенсбург отметил, что Эдвард Сноуден поощряет общественные дебаты в Германии, посвященные обсуждению способов защиты конфиденциальности данных. Несмотря на некоторую критику, Комитет по расследованию всех парламентских групп в Бундестаге в принципе считается успешной работой.
9 ноября 2019 года Патрик Сенсбург, подполковник в отставке, был избран на пост президента делегатами 20-й ассамблеи федеральных делегатов от Союза немецких военных резервистов в Бонне. В марте 2020 года в Сенсбурге подчеркивалось, что резервная «винтовка на каблуке» была создана, когда многие резервисты вызвались на помощь и поддержку во время пандемии КОВИД 19. К началу апреля более 15 000 резервистов добровольно вызвались.

## Членство
- Федеральное агентство гражданского образования (BPB), член попечительского совета
- Федеральная академия политики безопасности (БАКС), член консультативного совета[28]
- Ассоциация немецких фондов, член парламентского консультативного совета
- Университет Хагена, член парламентского консультативного совета